# Кіндзерський Юрій Іванович
Ю́рій Іва́нович Кіндзе́рський (нар. 26 серпня 1966, м. Добромиль, Львівська область) — український підприємець. Президент ФК «Львів» у 2006—2011 роках. Колишній Голова правління ЗАТ «Українська страхова компанія „Княжа“». Зараз діяльність бізнесмена пов'язують зі страховою компанією «Лафорт».

## Життєпис
1989 року закінчив Київський торгово-економічний інститут (факультет «Товарознавство і торгівля непродовольчими товарами») за спеціальністю «Товарознавець вищої категорії». Того ж року почав працювати в об'єднанні «Промтовари» (Рівне).
1992 року обраний на посаду директора Державно-комунального підприємства «РМТ». 1994 року обраний Головою ЗАТ «РМТ», де працював до 1998 року.
У 2001 році розпочав діяльність у сфері страхування. 2004 року здобув другу вищу освіту в Національній юридичній академії України імені Ярослава Мудрого за спеціальністю «Правознавство» (кваліфікація «Юрист»).
З січня 2006 року по 12 лютого 2010 року — голова правління ЗАТ «Українська страхова компанія „Княжа“». З травня 2006 року по вересень 2011 — президент ФК «Львів». У серпні 2011 загострилася фінансова криза у «Львові», через що Кіндзерський заявив, що готовий безоплатно віддати клуб будь-кому, хто готовий його фінансувати. Якби такої людини не знайшлося, Кіндзерський мав намір зняти команду зі змагань у Першій лізі. В середині вересня з'явилася інформація, що новий власник клубу таки знайшовся, а 23 вересня було залагоджено всі юридичні нюанси. Відтак 24 вересня стало відомо, що новим власником «Львова» став голова Федерації футболу Львівщини Ярослав Грисьо.
Нагороджений орденом «За заслуги» III ступеня.
Одружений. Виховує сина та доньку.